# Б'єрн Юганссон
Б'єрн Юганссон  (швед. Björn Johansson, 10 вересня 1963) — шведський велогонщик, олімпійський медаліст.

## Виступи на Олімпіадах
| Олімпіада      | Дисципліна               | Місце  |
| -------------- | ------------------------ | ------ |
| Сеул 1988      | командна гонка на 100 км | 3      |
| Барселона 1992 | командна гонка на 100 км | участь |

## Зовнішні посилання
- Досьє на sport.references.com [Архівовано 10 листопада 2012 у Wayback Machine.]